# Neoempheria defectiva
Neoempheria defectiva är en tvåvingeart som först beskrevs av Edwards 1931.  Neoempheria defectiva ingår i släktet Neoempheria och familjen svampmyggor. Inga underarter finns listade i Catalogue of Life.